# Rheomys thomasi
Rheomys thomasi là một loài động vật có vú trong họ Cricetidae, bộ Gặm nhấm. Loài này được Dickey mô tả năm 1928.